# Hans Diplich
Hans Diplich / Johann Diplich (n. 23 februarie 1909, Comloșu Mare, județul Timiș – d. 2 iulie 1990, Ravensburg, Germania), poet, traducător și scriitor de limba germană, originar din Banat.

## Biografie
Hans Diplich, fiul lui Ștefan și Franziska, născută Dippold, a urmat școala primară din satul său natal. După absolvirea Liceului  „Nikolaus Lenau” din Timișoara în 1927, Johann Diplich a continuat cu studii de filosofie, romanistică, germanistică în București, Leipzig și Münster (Westfalia). Și-a dat examenul de stat în București.
A început activitatea de profesor la Liceul Banatia din Timișoara, unde a lucrat între 1933 și 1941, iar între 1941 și 1944 a fost director al gimnaziului din Biserica Albă din Districtul Banatul de Sud. Cât timp a lucrat în Timișoara, a înființat seria de publicații Banater Blätter.
După 1945 a plecat în Republica Federală Germania, unde a început să publice, lucrând și ca asociat pentru lucrări caritabile. La München a înființat publicația Südostdeutsche Vierteljahresblätter.
Cu numeroasele sale lucrări, Johann Diplich a fost un mediator al culturilor Banatului. Prin eseul său Beiträge zur Kulturgeschichte der Donauschwaben (Contribuții istoriei culturale a șvabilor dunăreni), publicat în anul 1972, acesta a adus contribuții valoroase istoriei culturale a șvabilor dunăreni, precum și prin studiul său al Catedralei din Timișoara, Die Domkirche in Temeswar, publicat în același an.
În satul său natal se găseau atât maghiari, cât și germani sau români. Crescând într-un mediu multicultural, a arătat toată viața o empatie deosebită pentru cei din jurul său, realizând traduceri admirabile și adaptări în limba germană după poezii scrise în limbile maghiară și română.

## Scrieri
- Rumänische Lieder, Timișoara, 1940
- Wir Donauschwaben(= Heimat im Herzen) (cu Hans Hockl) Wolfram EA Salzburg, Akademischer Gemeinschaftsverlag 1950
- Aus donauschwäbischem Erbe. Betrachtungen und Bemerkungen München, Christ unterwegs 1951
- Heimat im Herzen. Wir Donauschwaben. Wir Balten. Wir Pommern. Wir von der Weichsel und Warthe. Wir Siebenbürger. Wir Schlesier. Wir Ostpreußen. Wir Sudetendeutschen. "Diplich, Hans; Hockl, Hans Wolfram, u.v.a. (Hrsg.)" Salzburg-München, Akademischer Gemeinschaftsverlag, 1952
- Das Banat - die Porta Orientalis dreimal zerstört. Beitrag zur Geschichte der Tschanad-Temeschwarer Diözese 1030-1950, München, Verl. Christ unterwegs 1952.
- Rumänische Lieder. Nachdichtungen, München, Verlag des Südostdeutschen Kulturwerks, 1953.
- Konrad Mischung. Ein Vermächtnis in Briefen Salzburg, Donauschwäb. Verlagsanstalt 1954
- Rumänisch-deutsche Kulturbeziehungen im Banat und rumänische Volkslieder, Freiburg, Biblioteca română 1960
- Am Prinz Eugen Brunnen. Auswahl donauschwäbischer Sagen und Legenden, München, Südostdeutsches Kulturwerk 1964
- Die Domkirche in Temeswar. Ein Beitrag zu ihrer Baugeschichte. Mit 69 Abbildungen auf Tafeln, München, Verlag des südostdeutschen Kulturwerkes, 1972.
- Rumänische Lieder. Nachdichtungen, Erster Teil München, Südostdeutsches Kulturwerk 1973
- Beiträge zur Kulturgeschichte der Donauschwaben - Essay , Editura Ermer KG, Homburg/Saar, 1975
- Das Bauopfer als dichterisches Motiv in Südosteuropa München, Südostdeutsches Kulturwerk 1976
- Bei den Nachbarn. Nachdichtungen rumänischer Lyrik aus hundert Jahren Homburg, Ermer 1978
- Zur fälligen Stunde. Angewandte Gedichte St. Michael, Bläschke 1982
- Das staatliche deutsche Realgymnasium zu Temeswar u. die deutsche Mittelschule Nr. 2 Nikolaus Lenau St. Michael, Bläschke 1982 Diplich, Hans / Deffert, Christof
- Südöstliche Weisen / Gedichte Auswahl für die Freunde zu meinem 75. Geburtstag, 23.2.1984
- Hoch am Himmel steht ein Falke / Liebeslieder übertragen aus dem Serbokroatischen (împreună cu Franz Hutterer) Editat de: Verlag des Südostdeutschen Kulturwerks, München, 1986
- Schwester Patricia B. Zimmermann. Eine Monographie Wangen, Vogt 1989
- Werk und Wirkung, Editat de: Landsmannschaft der Banater Schwaben, München, 1994
- Schwester Patricia B. Zimmermann; Eine Monographie Helicon 1999 ISBN 973574628X

## Traduceri
- Im Einverständnis mit des Erde (În înțelegere cu pământul) de Ana Blandiana, Verlag Vogt, traducere în limba germană de Hans Diplich.

## Scrieri despre Hans Diplich
- Margit Pflagner: Hans Diplich / der Banater Schriftsteller und sein Werk J.G. Bläschke Verlag, A- St. Michael, 1982